# Dimitrij Prigov
Dimitrij Aleksandrovitj Prigov (ryska: Дми́трий Алекса́ндрович При́гов), född 5 november 1940 i Moskva, död 16 juli 2007 i Moskva, var en rysk författare och skulptör, som under Sovjettiden var en dissident och en tid skickad till psykiatriskt sjukhus 1986.

## Biografi
Prigov började skriva poesi redan som tonåring. Han var emellertid utbildad skulptör vid Stroganov Art Institute i Moskva och arbetade senare som arkitekt samt utformade skulpturer för kommunala parker.
Prigov och hans vän Lev Rubinstein var ledare för en skola för konceptkonst i början på 1960-talet som såg prestationen som en konstform. Han var också känd för att skriva vers på plåtburkar.
Han var en mycket produktiv poet som har skrivit nästan 36 000 dikter fram till 2005. För de flesta under sovjettiden var hans poesi cirkulerad underground, som Samizdat. De var inte publicerade förrän i slutet av den kommunistiska eran, och då i utländska publikationer innan de distribuerades officiellt.
År 1986 greps Prigov av KGB, när han på gatan delade ut poetiska texter till förbipasserande, och skickade honom till en psykiatrisk institution där han dock frigavs efter protester från poeter som Bella Achmadulina. Från 1987 började han att publiceras officiellt, och 1991 gick han med i ryska Författarförbundet. Han hade dock varit medlem i ryska Konstnärsförbundet från 1975.
Prigov deltog i en utställning i Sovjetunionen 1987 där hans verk presenterades inom ramen för Moskvaprojektet "inofficiell konst" och "Modern Art". År 1988 hade han en separatutställning i USA, i Struves Gallery i Chicago. Senare har hans verk många gånger varit utställda i Ryssland och utomlands.
År 1993 tilldelades Prigov Pusjkinpriset av Alfred Toepfer Stiftung FVS och 2002 vann han Boris Pasternakpriset.